# Технологический детерминизм
Технологи́ческий детермини́зм — это теоретико-методологическая установка в философских и социологических концепциях и исследованиях на сведение понимания общественного развития к прогрессу техники, определяющим образом воздействующему на бытие, мышление и язык своих носителей. Возник в 1920-х в связи с бурными успехами в развитии науки и техники, нарастающей эффективностью их массового применения в развитии производства.
Приверженцы технологического детерминизма считают, что основной детерминантой социально-экономических и иных изменений в обществе являются более или менее крупные сдвиги в технике и технологической системе производства. Слово «технология» для них означает «не столько машины и инструменты, сколько соответствующие представления о мире, руководящие нашим восприятием всего существующего».
Одним из основоположников технологического детерминизма, изучавших его влияние на социально-экономическое развитие был немецкий философ и экономист Карл Маркс. Он утверждал, что изменения в технологиях, в частности в производстве, являются основным фактором влияния на человеческие социальные отношения и организационную структуру, а также, что социальные отношения и культурные практики в конечном счете вращаются вокруг технологической и экономической базы данного общества.
Позиция Маркса прочно укоренилась в современном обществе, где широко распространена идея о том, что быстро меняющиеся технологии изменяют человеческую жизнь. Несмотря на то, что многие авторы приписывают Марксу технологически детерминированный взгляд и на человеческую историю, не все марксисты являются технологическими детерминистами, а некоторые авторы и вовсе ставят под сомнение степень детерминизма самого Маркса. Кроме того, существует множество форм технологического детерминизма.

## Происхождение термина
Термин «технологический детерминизм» возник в 1920-е годы в связи с бурными успехами в развитии науки и техники, нарастающей эффективностью их массового применения в развитии производства. Автором данного термина считается американский социолог Торстейн Веблен (1857—1929). В работах Веблена эта установка нашла реализацию в доктрине, согласно которой менеджерам принадлежит решающая роль не только в развитии экономики, но и в принятии управленческих решений в области политики, известная также, как идея «революции управляющих». Веблен утверждал, что «машина изменяет антропоморфные привычки мышления».
Одним из самых радикальных технологических детерминистов был Кларенс Эйрс, последователь теории Веблена. Эйрс наиболее известен тем, что развивал экономическую философию, но он также тесно сотрудничал с Вебленом, который создал теорию технологического детерминизма. Он часто говорил о борьбе между технологией и церемониальной структурой. Одна из его наиболее известных теорий включала концепцию «технологического сопротивления», где он объясняет технологию как самогенерирующийся процесс и институты как церемониал, и это понятие создает технологический сверхдетерминизм в этом процессе.

## Значение термина
Технологический детерминизм стремится показать как технические достижения, средства массовой информации или технологии в целом, являются ключевыми движущими силами в экономике, истории и социальной сфере. Эта теория активно поддерживается «гиперглобалистами», которые утверждают, что вследствие широкой доступности технологий ускоренная глобализация неизбежна. Поэтому технологическое развитие и инновации становятся главным двигателем социальных, экономических или политических изменений.
Приверженцы технологического детерминизма рассматривают технологию, как основу всей человеческой деятельности, а не как её отдельную часть. Таким образом, согласно этой теории влияние технологий неоспоримо и не зависит от того, насколько широко используется та, или иная технология.
Технологический детерминизм был определен как подход, который идентифицирует технологию, или технический прогресс, как центральный причинный элемент в процессах социальных изменений. По мере того, как технология улучшается, сама модель данной технологии определяет поведение пользователей, следовательно, уменьшая человеческую свободу действий. Однако эта позиция игнорирует социальные и культурные условия, в которых была разработана технология. Социолог Клод Фишер (1992) охарактеризовал наиболее известные формы технологического детерминизма как подходы «бильярдного шара», в которых технология рассматривается как внешняя сила, вводимая в социальную ситуацию, производящая ряд рикошетных эффектов.
Вместо того чтобы признать, что общество или культура взаимодействуют с используемыми технологиями и даже формируют их, технологический детерминист считает, что «использование технологий в значительной степени определяется структурой самой технологии, то есть ее функциями, вытекающими из её формы» (Нил Постман). Однако это не следует путать с «тезисом неизбежности» Дэниела Чандлера, который утверждает, что как только технология вводится в культуру, то, что следует за ней, является неизбежным развитием этой технологии.
Постман утверждал:
Таким образом, печатный станок, компьютер и телевидение — это не просто машины, передающие информацию. Это метафоры, с помощью которых мы так или иначе концептуализируем реальность. Они классифицируют мир для нас, упорядочивают его, обрамляют, увеличивают, уменьшают, аргументируют, на что он похож. Через эти медиа-метафоры мы не видим мир таким, каков он есть. Мы видим его таким, как закодировали его наши собственные системы. Такова сила формы информации.

## Мягкий и жёсткий детерминизм
Сторонники жёсткого детерминизма рассматривают технологии как развивающиеся независимо от социальных проблем. Они полагают, что технология создает набор мощных сил, действующих для регулирования нашей социальной активности и меняющих её смысл. Согласно этому взгляду детерминизма, мы организуемся для удовлетворения потребностей технологии, и результат этой организации находится вне нашего контроля, или мы не имеем свободы делать выбор относительно результата. Французский философ и социальный теоретик XX века Жак Эллюль считается приверженником жёсткого детерминизма и сторонником теории автономной технологии. В своей работе 1954 года «Технологическое общество» Эллюль, по сути, утверждает, что технология, в силу своей эффективности, определяет, какие социальные аспекты лучше всего подходят для её собственного развития через естественный отбор. В то время, как на протяжении большей части человеческой истории, география, климат и другие природные факторы в значительной степени определяли параметры социальных условий, технология в последнее время стала доминирующим объективным фактором. Значительную роль в этом процессе во многом сыграла промышленная революция.
Мягкий детерминизм, как следует из названия, — более пассивный взгляд на то, как технология взаимодействует с социально-политическими ситуациями. Мягкие детерминисты по-прежнему признают, что технология является вектором в нашей эволюции, но утверждают, что у нас есть шанс принимать решения относительно результатов ситуации. Это не означает наличие свободной воли, но подразумевает существование возможности для нас бросить кости и посмотреть, каков будет результат. Несколько иной вариант мягкого детерминизма — это технологически обусловленная теория социальных изменений 1922 года, предложенная Уильямом Филдингом Огборном, в которой общество должно приспосабливаться к последствиям крупных изобретений, но часто делает это только после периода культурного отставания.
Сторонники жесткого детерминизма называются инкомпатибилистами, а сторонники мягкого — компатибилистами. Вторые полагают, что свободная воля и детерминизм могут существовать в мире вместе, в то время как сторонники инкомпатибилизма отрицают их сосуществование.

## Критика теории
Скептицизм в отношении технологического детерминизма возник наряду с возросшим пессимизмом в отношении технологий и науки в середине 20-го века, в частности в отношении использования атомной энергии в производстве ядерного оружия, нацистских экспериментов на людях во время Второй Мировой Войны и проблем экономического развития в странах третьего мира. Как следствие, стремление к большему контролю над ходом развития техники породило разочарование в модели технологического детерминизма в научных кругах.
Критика технологической детерминистской точки зрения варьируется от тех, кто придерживается мнения, что технологии — это благо для общества, до тех, кто занимает нейтральную позицию, утверждая, что технологический детерминизм является чрезмерным упрощением социологических явлений, которые могут быть приписаны многим вещам.
Эндрю Финберг писал: «Настоящая революция произошла, когда интернет стал средством для личного общения». Однако Финберг также признает часто антиутопический аспект технологии, поэтому нужно принять во внимание его восхищение интернет-технологиями. Он предполагает, что интернет-коммуникации демократизированы, и указывает, что люди являются не только потребителями информации (или развлечений) в интернете, но и производителями. Подходя к Интернету, люди должны «прекратить арьергардное сопротивление технологии и, приняв ее раз и навсегда, дать ее дальнейшему развитию благоприятное направление».
Чендлер предлагает другой взгляд на критику технологического детерминизма, которая основывается на идее, что детерминизм обязательно ставит технологию в положение абсолютной власти над обществом, и что эта вера может привести людей к чувству беспомощности изменить любое воспринимаемое направление, в котором технология управляет обществом. Технологический детерминизм, таким образом, становится «самореализующимся пророчеством». Чендлер также утверждает, что есть много других вопросов, помимо технологии, которые определяют направление развития общества, включая «политический контроль, классовые интересы, экономическое давление, географический доступ, образование и общие взгляды». Он утверждает, что технологические детерминисты используют «редукционистский» подход, пытаясь изолировать причину и следствие, тогда как на самом деле редукционизм никогда не является хорошим подходом при изучении социальных явлений.